# Турбуря (Арджеш)
Турбуря (рум. Turburea) — село у повіті Арджеш в Румунії. Входить до складу комуни Корбень.
Село розташоване на відстані 147 км на північний захід від Бухареста, 53 км на північ від Пітешть, 131 км на північний схід від Крайови, 79 км на південний захід від Брашова.

## Населення
За даними перепису населення 2002 року у селі проживали 143 особи, усі — румуни. Усі жителі села рідною мовою назвали румунську.